# GE Transportation Systems
GE Transportation Systems (GE Rail) je jedna z divizí Wabtec Corporation. Původně patřila do konglomerátu General Electric, než byla roku 2019 odprodána Wabtecu. Sídlí v americkém městě Erie ve státě Pennsylvania. Vyrábí dieselové, elektrické i hybridní lokomotivy zejména pro americké železniční dopravce, železniční vozy, zabezpečovací zařízení a další vybavení v oblasti železniční techniky.

## Dieselové lokomotivy

### Nákladní
- GE UD18
- GE U18B
- GE U23B
- GE U25B
- GE U28B
- GE U30B
- GE U33B
- GE U36B
- GE U23C
- GE U25C
- GE U26C
- GE U28C
- GE U30C
- GE U33C
- GE U36C
- GE U50C
- GE U50
- GE B23-7
- GE BQ23-7
- GE B30-7
- GE B30-7A
- GE B36-7
- GE C30-7
- GE C30-7A
- GE C36-7
- GE Dash 8-32B
- GE Dash 8-39B
- GE Dash 8-40B
- GE Dash 8-40BW
- GE C32-8
- GE C39-8
- GE Dash 8-40C
- GE Dash 8-40CM
- GE Dash 8-40CW
- GE Dash 8-44CW
- GE Dash 9-40C
- GE Dash 9-40CW
- GE Dash 9-44CW
- GE Dash-9 BB40-9W
- GE AC4400CW
- GE AC6000CW
- GE ES40DC
- GE ES44DC
- GE ES44AC

### Osobní
- GE U28CG
- GE U30CG
- GE U34CH
- GE P30CH
- GE P32-8WH
- GE P40DC
- GE P32AC-DM
- GE P42DC

## Elektrické lokomotivy (nákladní)
- GE E33
- GE E44
- GE E50C
- GE E60
- GE E60C
- GE E60C-2
- GE E23B
- GE GG1